# 马西莫·古列尔米
马西莫·古列尔米（義大利語：Massimo Guglielmi，1970年1月10日—），意大利男子赛艇运动员。他曾代表意大利参加世界赛艇锦标赛，获得四枚金牌、一枚银牌和三枚铜牌，均来自轻量级项目。